# Podplat
Podplat – wieś w Słowenii, w regionie Sawińskim, w gminie Rogaška Slatina. Według Urzędu Statystycznego Słowenii 1 stycznia 2017 roku miejscowość liczyła 123 mieszkańców.